# Тарасівська вулиця (Київ)
Тара́сівська ву́лиця — вулиця в Голосіївському районі міста Києва, місцевість Паньківщина. Пролягає від вулиці Гетьмана Павла Скоропадського до вулиці Василя Яна.
Прилучаються вулиці Микільсько-Ботанічна, Саксаганського, Жилянська і Короленківська.

## Історія
Вулиця виникла під сучасною назвою в 30-х роках XIX століття під час забудови місцини навколо Київського університету. Спочатку пролягала до р. Либідь і Набережно-Жилянської вулиці. У 70-ті роки XX століття скорочена до сучасних розмірів у зв'язку із промисловим будівництвом.
Існує легенда, яка, втім, не відповідає дійсності, начебто Тарасівська вулиця названа на честь Тараса Шевченка.
У лютому 1919 року було розроблено пропозицію перейменування вулиці на честь Івана Франка, але її не було затверджено.
У 1959 та 1962 роках, під час археологічних розкопок поблизу Тарасівської вулиці, було знайдено мідну монету Боспорської держави та два срібних денарії Антоніна Пія, що дозволяє припустити існування тут у II столітті н. е. поселення.

## Забудова
Тарасівська вулиця належала за міським розкладом до 3-го розряду, 1914 року переведена до 1-го розряду. В історії вулиці прослідковуються два періоди забудови — одноповерховими садибами (не збереглися) та багатоповерховими прибутковими будинками (кінець XIX — початок ХХ століття).
Прибутковий будинок на вулиці Тарасівській 3а — будинок в стилі неоампір архітектора Миколи Шехоніна.
Прибутковий будинок на вулиці Тарасівській 6а — приклад модернізму архітектора Миколи Шехоніна.
Садиба поліцейського відділення й пожежної команди Либідської дільниці Києва (буд. № 4/4а) — рідкісний приклад комплексу громадського призначення. 
Прибутковий будинок Каплера (буд. № 40/52) — рідкісна пам'ятка культурного надбання м. Києва, одна з кращих будівель Києва у стилі неоренесансу.

## Особистості
Місцевість, до якої належить вулиця, іноді називають «Латинським кварталом», за аналогією з паризьким кварталом біля Сорбонни, через те, що тут у XIX — початку XX століття мешкали студенти та викладачі Київського університету.
У будинку № 1 жили український хірург, академік Микола Волкович (студент, а пізніше — викладач Київського університету), художник-графік Роман Мельничук, академік АН УРСР Дмитро Зеров (також закінчив Київський університет і викладав у ньому).
Будинок № 2 був зведений у 1842 році в стилі ампір і належав професорові Київського університету, філософу Орестові Новицькому. У 1847–1848 роках тут проживав студент-математик Київського університету, згодом художник Микола Ґе. У 1871 році в цьому будинку винайняв квартиру письменник-драматург Михайло Старицький, де він, зокрема, переклав казки Андерсена. У цьому будинку також жив філософ, академік Академії наук УРСР (з 1922 року) Олексій Гіляров.
Садиба за адресою Тарасівська вулиця, 4 належала правнику, професору Василеві Незабитовському (закінчив у 1846 році Київський університет, а з 1863 року викладав у ньому).
У будинку № 5 до 1847 року діяв переведений з університету анатомічний театр. Садибу для будівництва одноповерхового будинку у 1870 році придбав ректор Київського університету, доктор медицини Олександр Матвєєв. У 1919 році тут мешкав український поет Василь Еллан-Блакитний.
Будинок № 8 належав ботаніку Панасові Роговичу, директорові ботанічного саду, професору (а до цього — студенту) Київського університету. Там же оселився студент Олексій Бах, майбутній академік АН УРСР. Пізніше у цьому будинку проживали співак Іван Стешенко (у 1917–1921 роках — соліст Київського оперного театру) та у 1922–1924 роках — бібліограф Федір Максименко.
У будинку № 12 мешкав архітектор Павло Шлейфер. Тут у 1870-х роках знаходилася народницька комуна Володимира Дебогорія-Мокрієвича.
В березні 1889 року у будинку № 14, у квартирі свого брата Михайла Косача жила Леся Українка.
У будинку № 18 проживав завідувач кафедри університету, професор-психіатр Іван Сікорський, батько авіаконструктора Ігора Сікорського.
У різні роки на Тарасівській вулиці мешкали президент АН УРСР Володимир Вернадський (буд. № 10, 1918 рік), академік АН УРСР Леонід Яснопольський (буд. № 16), російський педагог Костянтин Ушинський (будинок Івановської, 1870 рік), поетеса Анна Ахматова (буд. № 25, 1914 рік), професор історії та міністр освіти за гетьманату Микола Василенко, доцент Київського медичного інституту, завідувач кафедрою анатомії Київського сільськогосподарського інституту Микола Волкобой (буд. № 16), завідувач кафедрою патологічної фізіології Української сільськогосподарської академії професор Семен Ярослав (буд. № 16).

## Меморіальні дошки
- Лесі Українці (буд. № 14)
- Пироговському Олександрові Сидоровичу (буд. № 19)
- Гудзенку Семенові Петровичу (буд. № 3-А)
- загиблим пожежникам Андрію Ступаківському та Денису Ритову (буд. № 4)

Меморіальна дошка Семенові Гудзенку
Меморіальна дошка Олександрові Пироговському
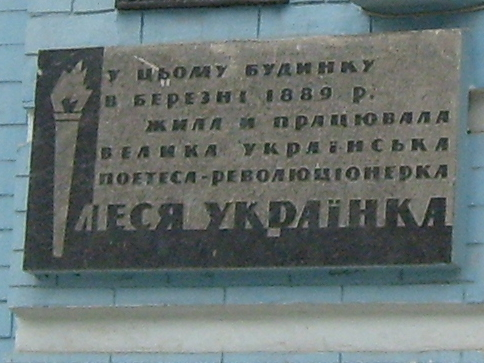
Меморіальна дошка Лесі Українці
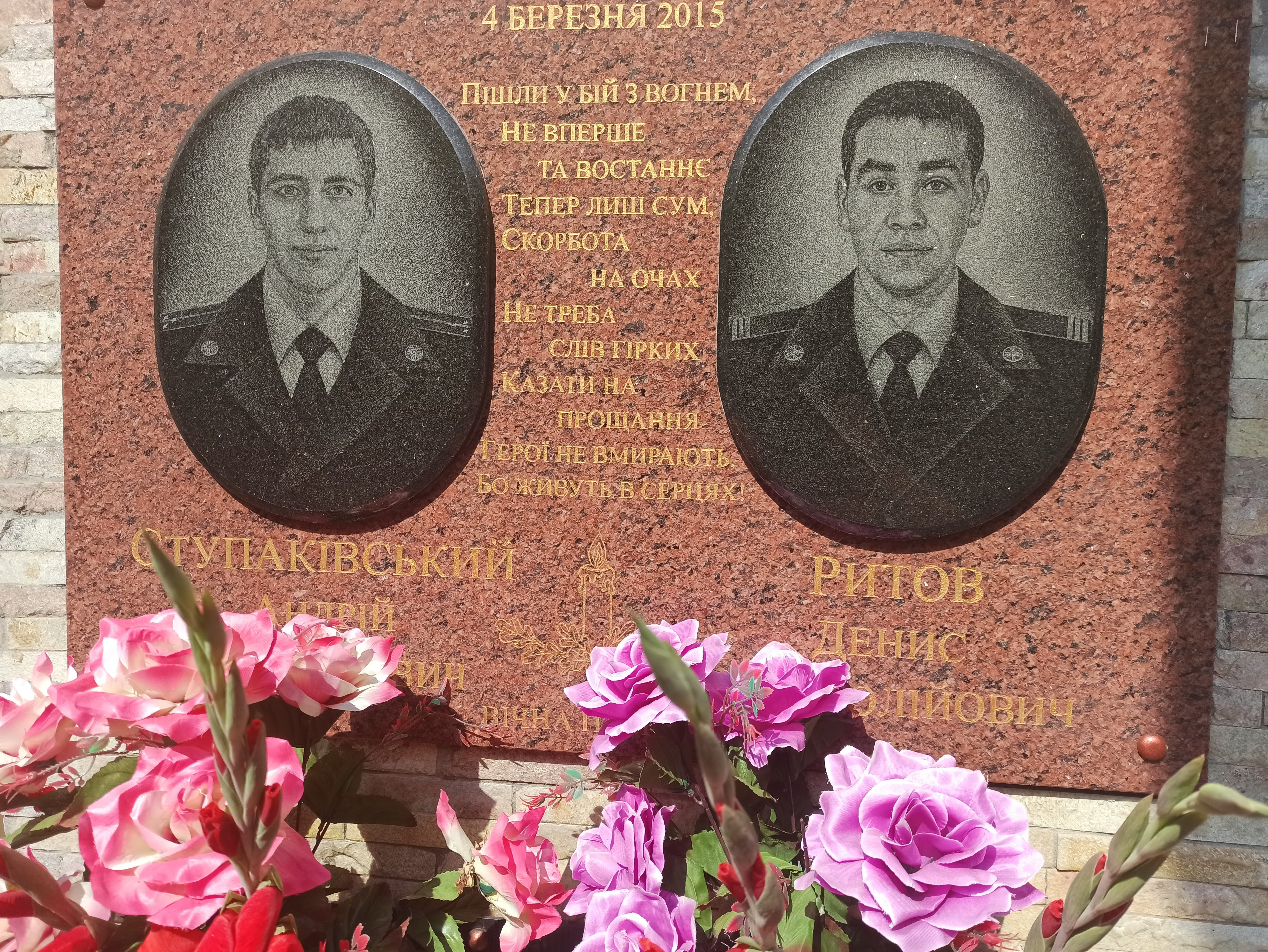
Меморіальна дошка загиблим пожежникам

## Установи та заклади
- Навчальний корпус «В» Національного університету харчових технологій (буд. № 5)
- Адміністративний корпус «Е» Національного університету харчових технологій (буд. № 5)
- Дошкільний навчальний заклад № 118 (буд. № 6-А)
- Дошкільний навчальний заклад № 61 (буд. № 13)
- Спеціалізована загальноосвітня школа № 92 з поглибленим вивченням англійської мови ім. І. Франка (буд. № 11)
- Добровільне пожежне товариство України (буд. № 4)
- Київський центр спортивної медицини (буд. № 6)
- Військова частина А1988 Служби безпеки України (буд. № 7)
- Президіум Обласної Ради Українського товариства охорони природи (буд. № 12)

## Зображення

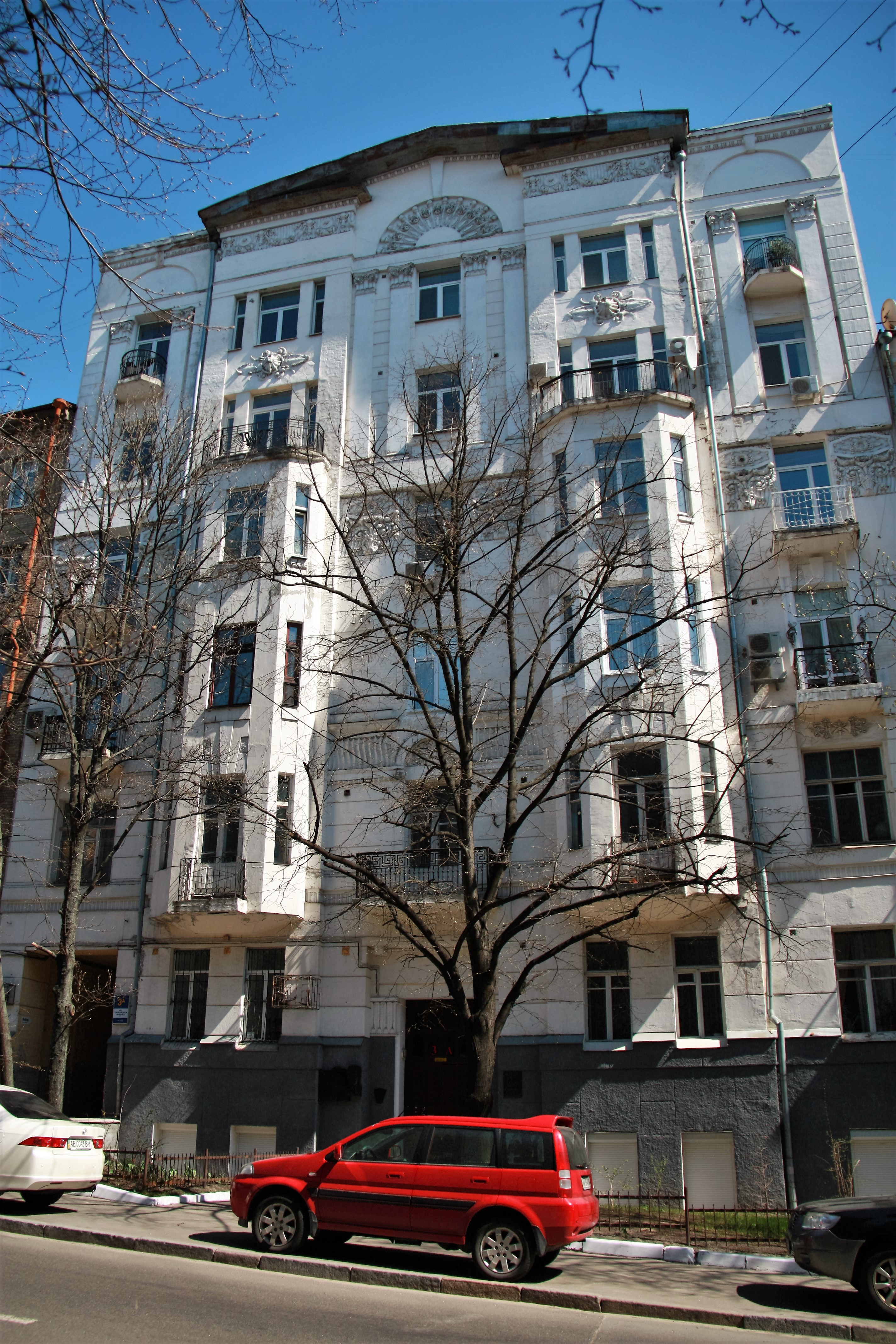
Прибутковий будинок (№ 3-А)
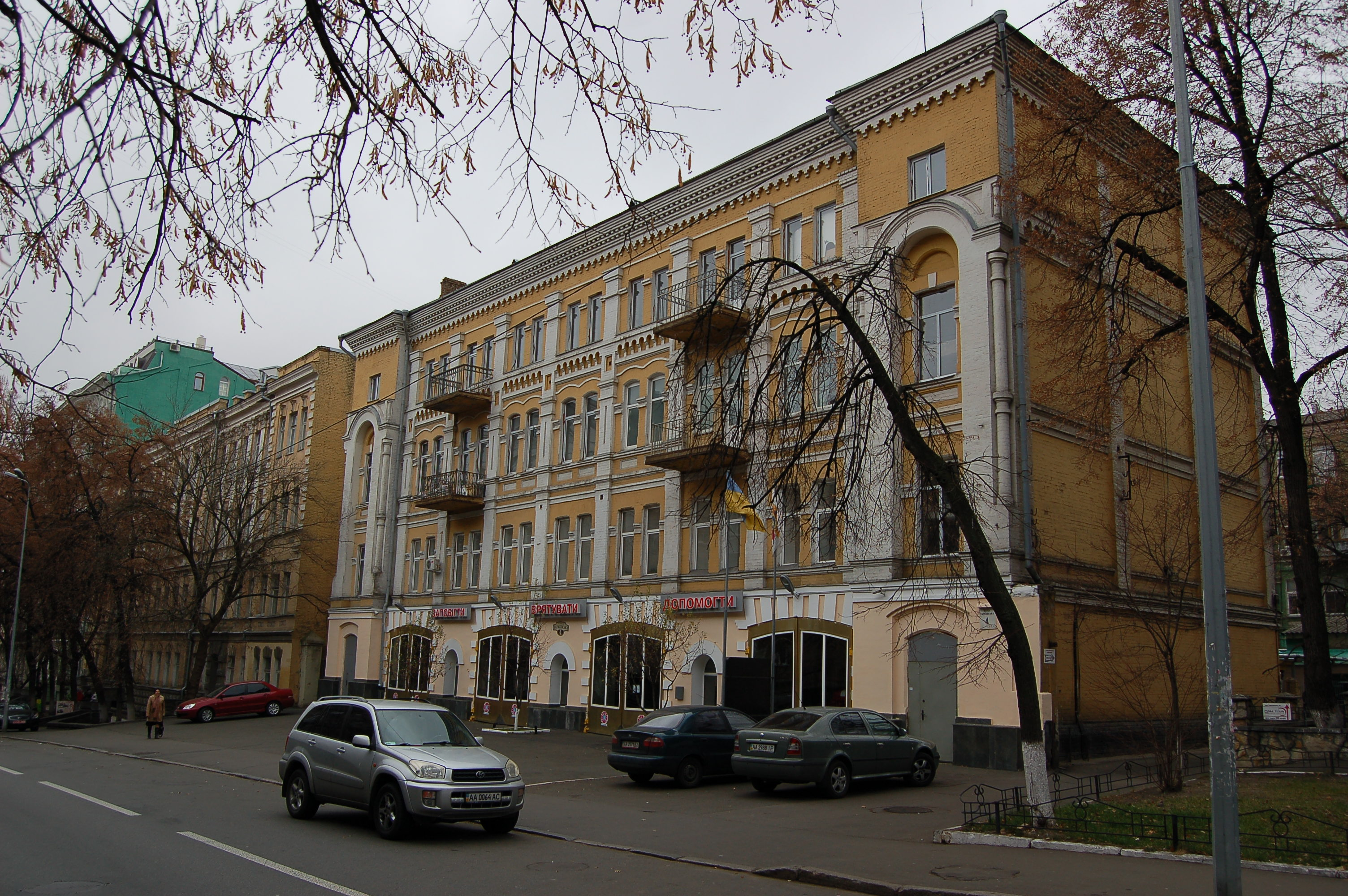
Будинок № 4
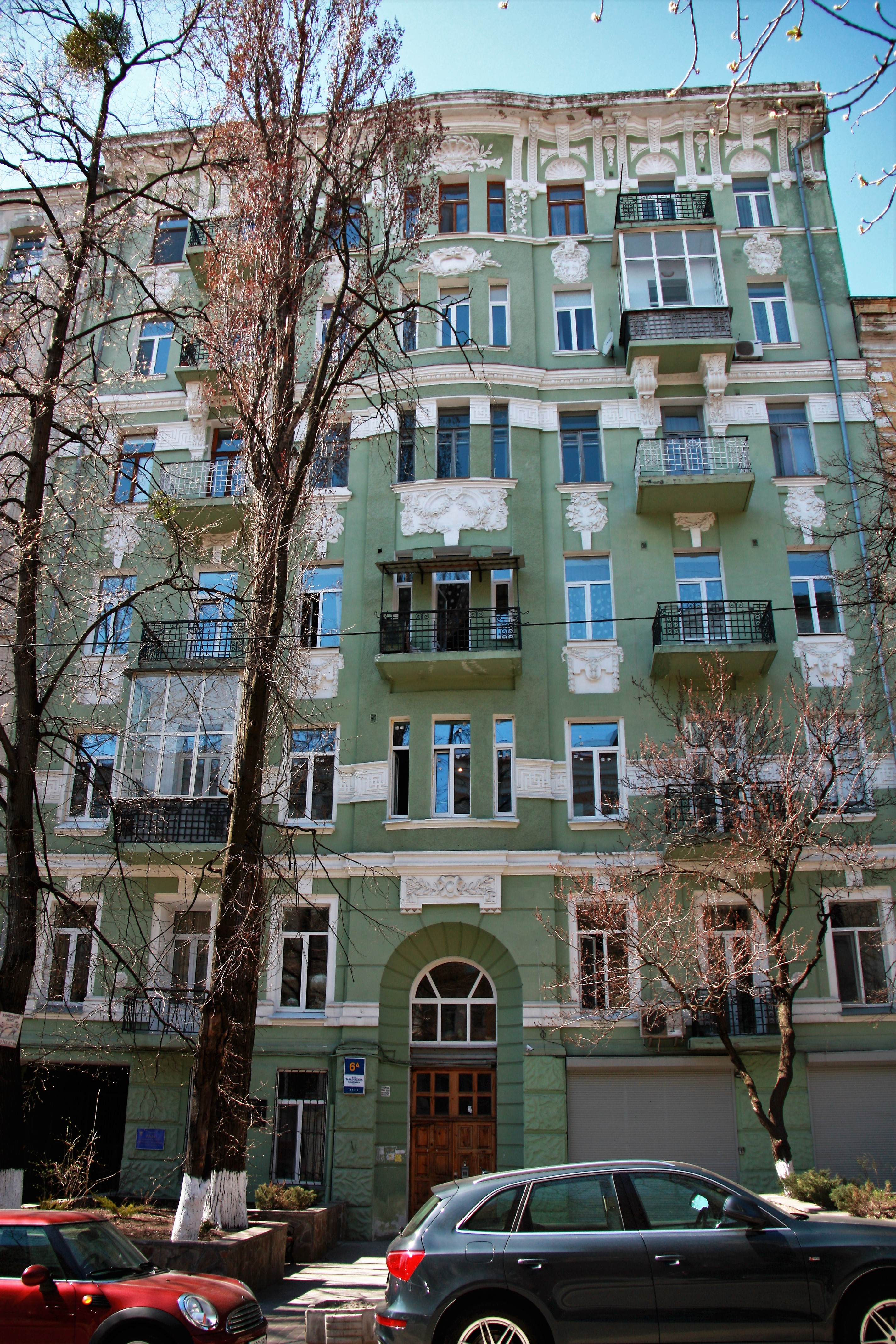
Прибутковий будинок (№ 6-А)
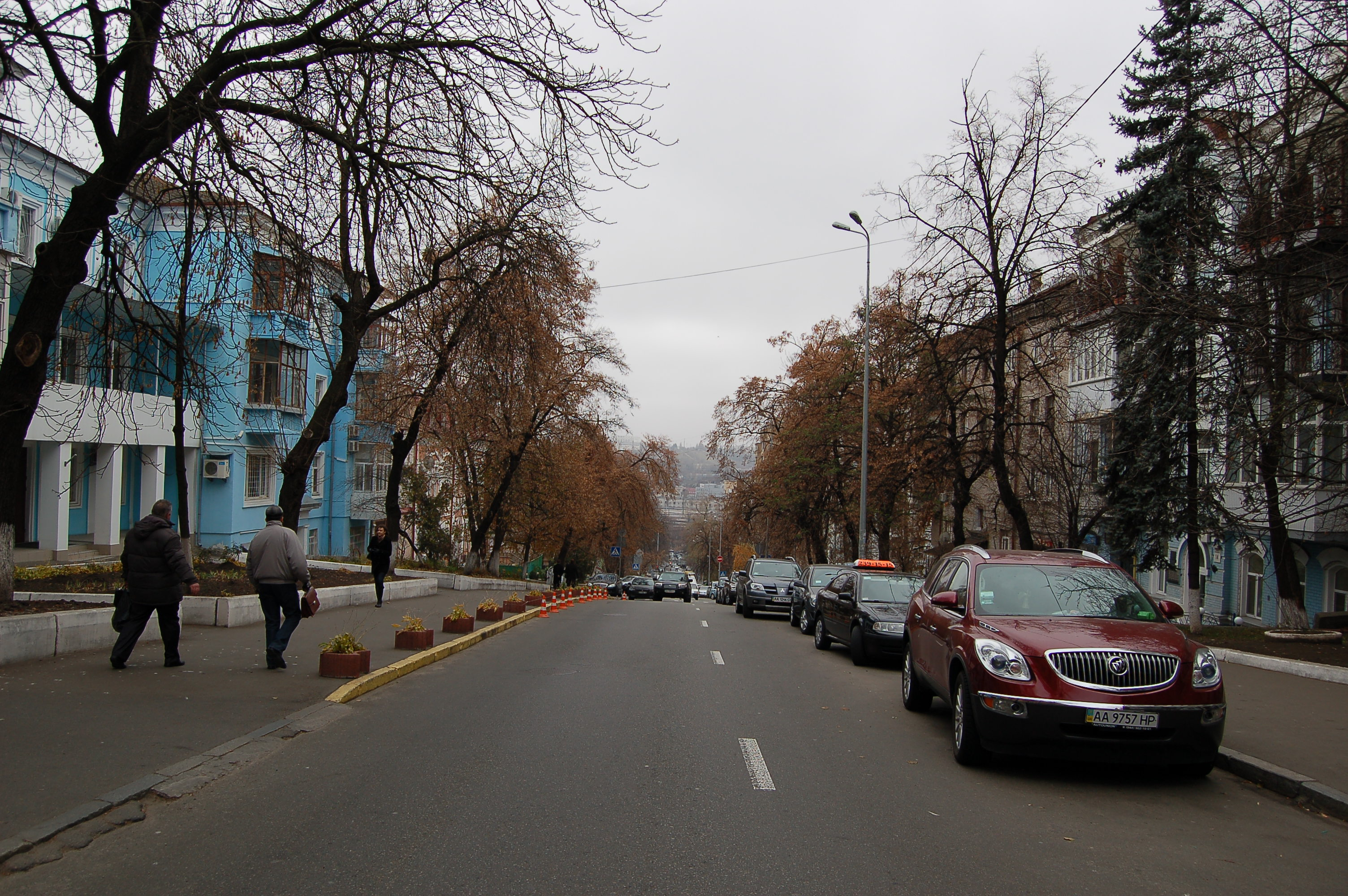
Ліворуч — будинок № 7
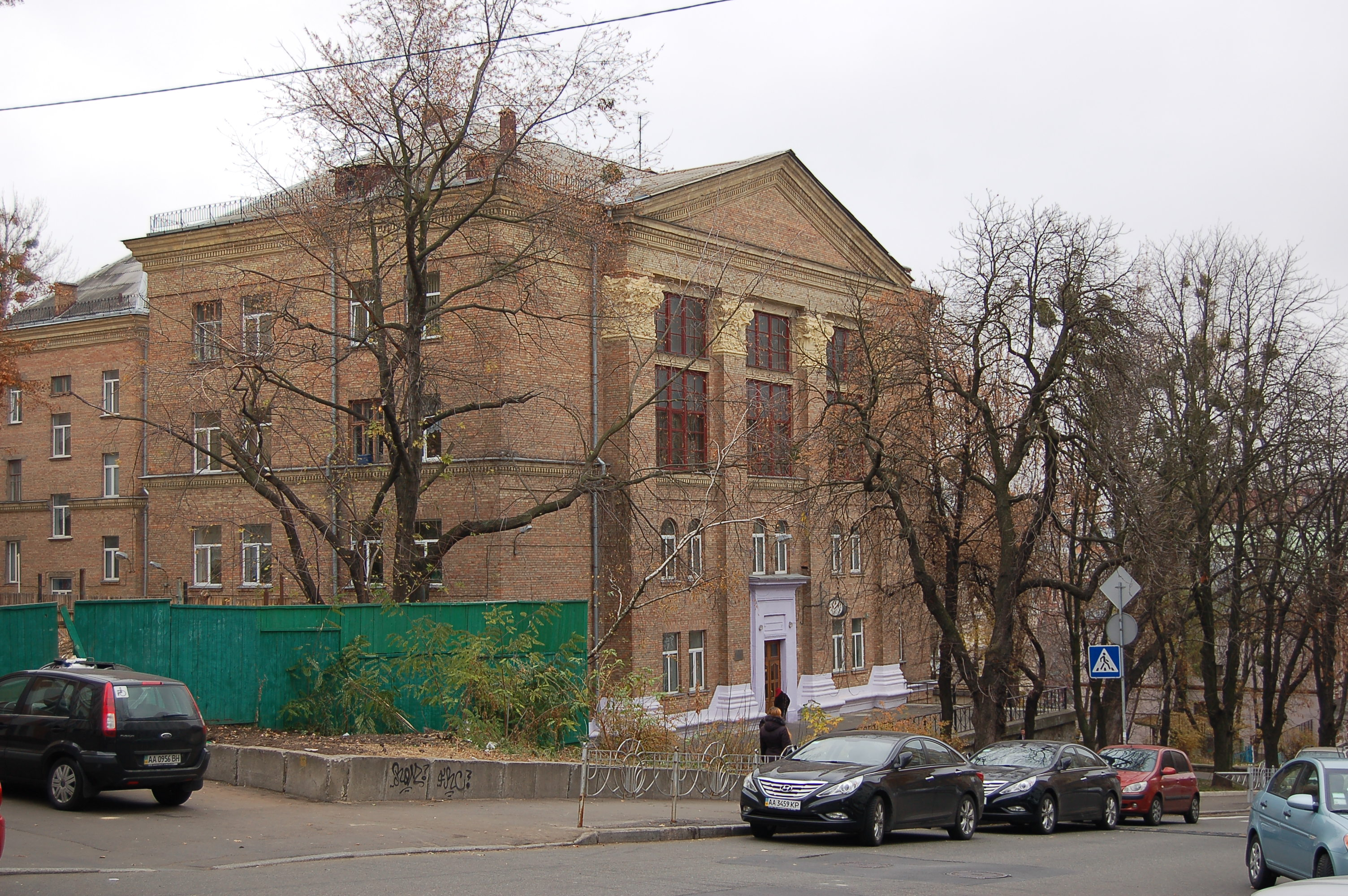
Будинок № 11
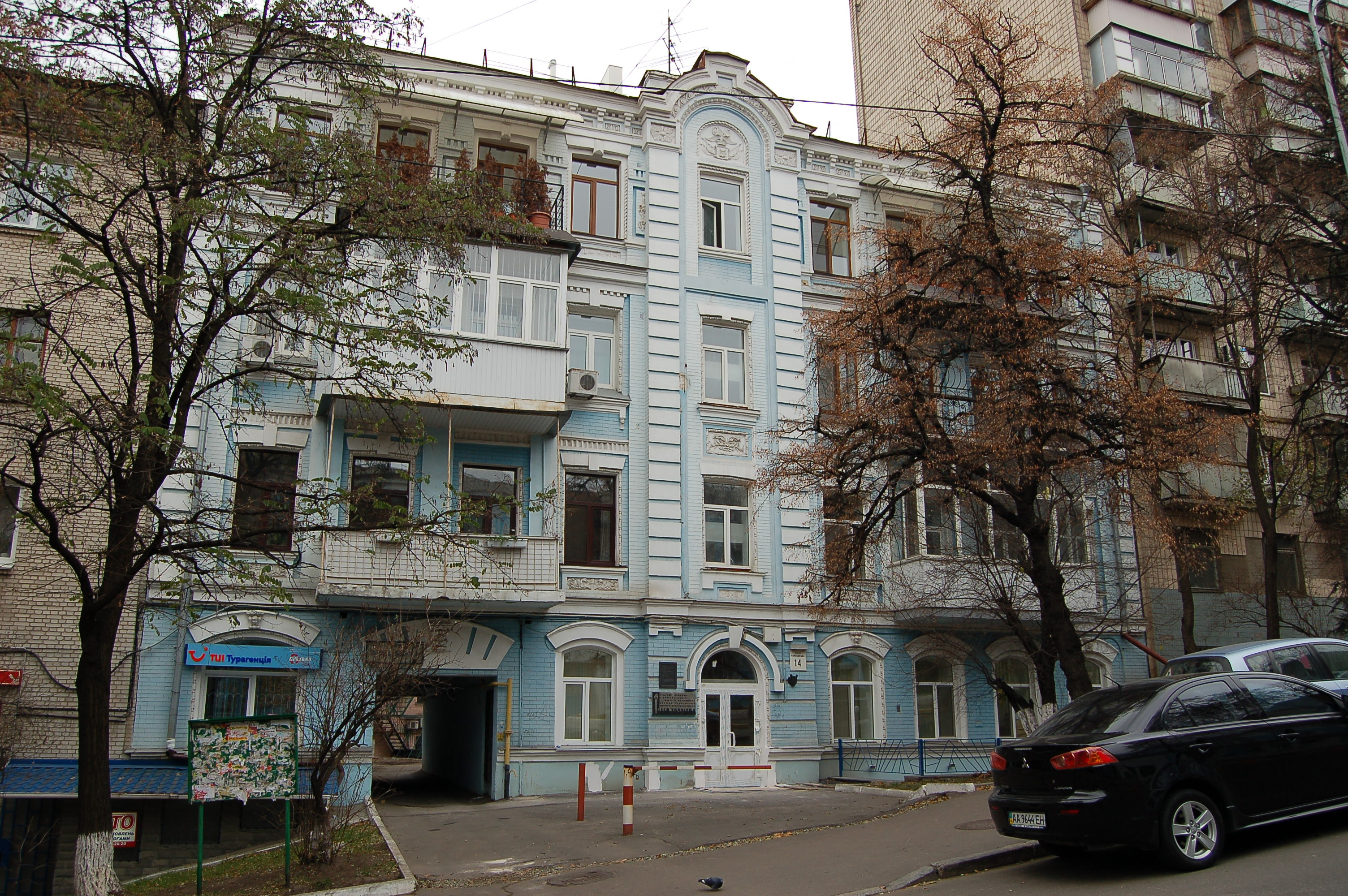
Будинок № 14
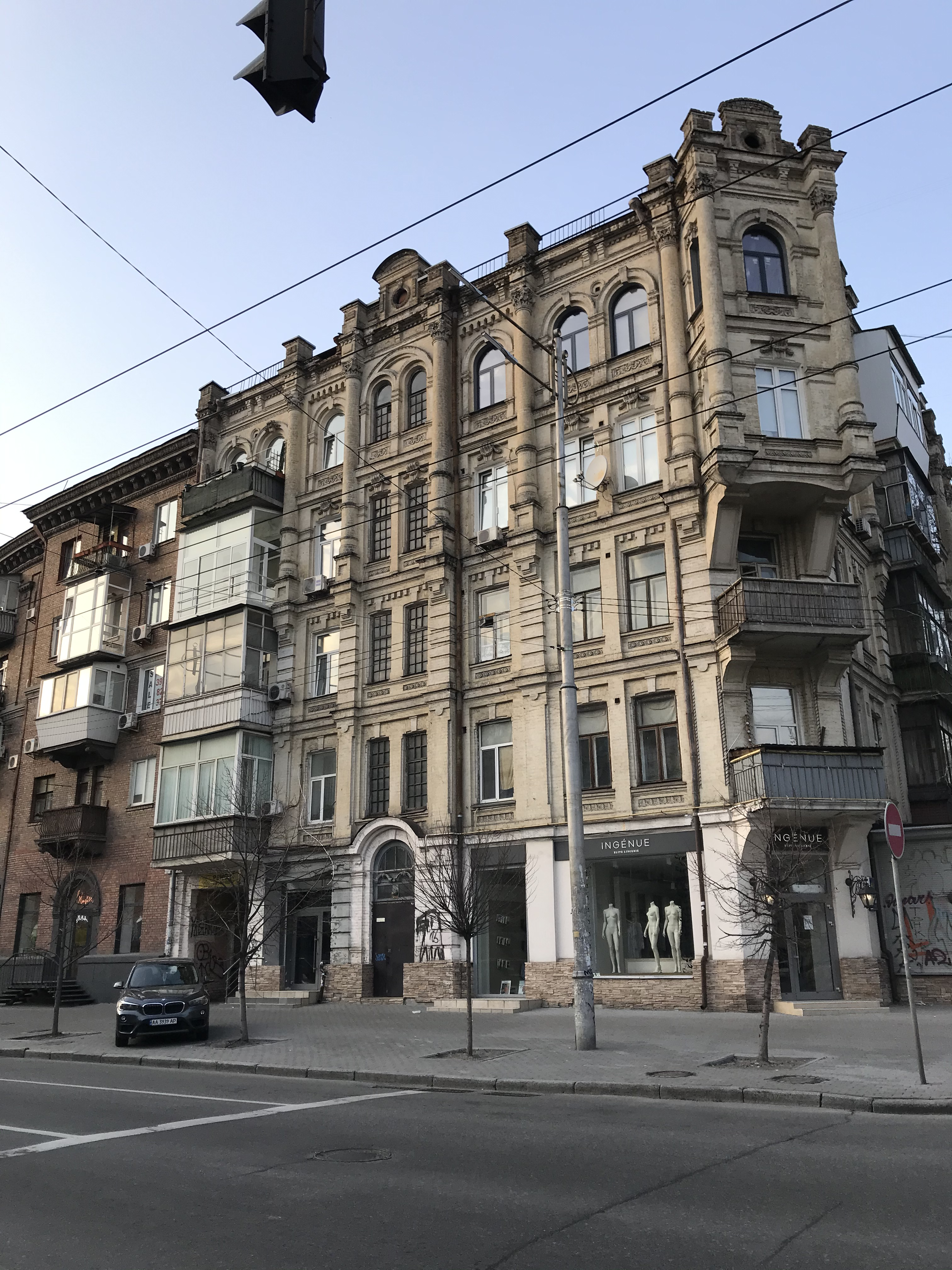
Прибутковий будинок Каплера (№ 40/52)